# 最好的時刻
《最好的時刻》為香港女歌手謝安琪第46支派台作品，是謝安琪相隔一年多之首波個人派台粵語單曲，同時為KONTINUE之第一主打。單曲於2013年4月11日派至電台。《最好的時刻》由Cousin Fung@goldEN作曲及編曲、周博賢填詞及監製。
歌曲由馬丁·路德·金著名演說《I Have A Dream》取材，本意鼓勵為建立香港人之理想社會而努力。

## 創作意念
歌曲名字明顯源自英國文豪狄更斯以法國大革命為時代背景所撰之名著——《雙城記》開場之引言：
|  | 這是最好的時代，也是最壞的時代； 這是智慧的時代，也是愚蠢的時代； 這是篤信的時代，也是疑慮的時代； 這是光明的季節，也是黑暗的季節； 這是希望的春天，也是絕望的冬天； 我們什麼都有，也什麼都沒有； 我們全都會上天堂，也全都會下地獄。 |

歌曲創作意念來自50年前一場著名演說《I Have A Dream》，適逄2013年為演說50周年，謝安琪決定製作一首鼓勵香港人，面對逆境，依然要積極向上之歌曲。正如45年前，馬丁·路德·金為了這次演說賠上性命(1968年逝世)，但他這一場演說卻流傳萬世。正如處於時局動盪的今日香港，香港人依然要奮戰不懈，為社會作美好改變而努力。

## 曲目
1. 最好的時刻
  - 作曲：Cousin Fung@goldEN
  - 作詞：周博賢
  - 編曲：Cousin Fung@goldEN
  - 監製：周博賢

## 音樂錄影帶
| 歌名       | 執導             | 首播頻道                | 首播日期      | 附註                        |
| ---------- | ---------------- | ----------------------- | ------------- | --------------------------- |
| 最好的時刻 | Leecat Ho 何海藍 | 星煥國際官方YouTube頻道 | 2013年5月23日 | 連結 （页面存档备份，存于） |

### 官方MV觀看次數
| 截止     | 30/9/2024 | 備註 |
| 觀看次數 | 766,900   |      |
| -------- | --------- | ---- |

## 線上音樂商店派台成績

### KKBOX 本地單曲日榜 Top 100
KONTINUE於2014年9月發行後，《最好的時刻》成功重新入榜。
| 日期     | 30/9 | 1/10 | 2/10 | 3/10 | 4/10 | 5/10 | 6/10 | 7/10 | 8/10 | 9/10 | 10/10 | 11/10 | 12/10 | 13/10 | 14/10 | 15/10 | 備註  |
| 榜上位置 | 105  | 49   | 44   | 47   | 42   | 42   | 40   | 42   | 47   | 44   | 47    | 50    | 53    | 65    | 77    | 71    | [ 3 ] |
| -------- | ---- | ---- | ---- | ---- | ---- | ---- | ---- | ---- | ---- | ---- | ----- | ----- | ----- | ----- | ----- | ----- | ----- |

### KKBOX 本地單曲週榜 Top 100
| 統計時段 | 28/9 - 4/10 | 5/10 - 11/10 | 備註  |
| 榜上位置 | 82          | 44           | [ 4 ] |
| -------- | ----------- | ------------ | ----- |

### Spotify 播放次數
播放次數逾23萬。

## 派台成績
歌曲派台後成功於四大電子傳媒流行榜奪冠，成為當年第二首四台冠軍歌。同時，此曲為謝安琪相隔4年之首支四台冠軍歌；皆因她前一家唱片公司——新藝寶唱片，自2009年起因版稅紛爭而並沒有派上單曲至TVB勁歌金榜。《最好的時刻》是謝安琪歷經版稅紛爭並加盟星煥國際後，從TVB勁歌金榜取得的首支冠軍作品。

### 各傳媒流行榜之最高位置
|          | 香港 |     |     |          |   |
| 903      | RTHK | 997 | TVB | RoadShow |   |
| 最高位置 | 1    | 1   | 1   | 1        | 1 |

粗體表示冠軍歌。

## 獲獎紀錄
- 2013年度勁歌金曲優秀選第一回 - 得獎歌曲
- Yahoo!搜尋人氣大獎2013 - Yahoo!Music十大人氣歌曲2013
- 新城勁爆頒獎禮2013 - 新城勁爆歌曲
- 第三十六屆十大中文金曲頒獎音樂會 - 十大中文金曲獎
- 2013年度勁歌金曲頒獎典禮 - 勁歌金曲獎

## 備註
1. ↑  .   [2014-07-12]. （原始内容存档于2016-03-31）.
2. ↑  .   [2014-07-12]. （原始内容存档于2020-09-24）.
3. ↑  .   [2014-10-02]. （原始内容存档于2016-08-02）.
4. ↑  .   [2014-10-07]. （原始内容存档于2016-08-02）.